# 1294
| 1294               |
| ------------------ |
| Dødsfald - Fødsler |
|                    |

| Gregoriansk kalender | 1294 MCCXCIV            |
| Ab urbe condita      | 2047                    |
| Armensk kalender     | 743 ԹՎ ՉԽԳ              |
| Kinesiske kalender   | 3990 – 3991 癸巳 – 甲午 |
| Etiopisk kalender    | 1286 – 1287             |
| Jødisk kalender      | 5054 – 5055             |
| Hindukalendere       |                         |
| - Vikram Samvat      | 1349 – 1350             |
| - Shaka Samvat       | 1216 – 1217             |
| - Kali Yuga          | 4395 – 4396             |
| Iransk kalender      | 672 – 673               |
| Islamisk kalender    | 693 – 694               |

Konge i Danmark: Erik 6. Menved 1286-1319
Se også 1294 (tal)

## Begivenheder
- Pietro del Morrone bliver pave med navnet Celestinus V, men træder tilbage samme år, den første pave som abdicerede
- 24. december - Benedetto Caetani bliver pave med navnet Bonifatius VIII

## Dødsfald
- Rane Johnsen